# Comuna de Tłuchowo
Tłuchowo (polaco: Gmina Tłuchowo) é uma gminy (comuna) na Polónia, na voivodia de Cujávia-Pomerânia e no condado de Lipnowski. A sede do condado é a cidade de Tłuchowo.
De acordo com os censos de 2004, a comuna tem 4562 habitantes, com uma densidade 46,2 hab/km².

## Área
Estende-se por uma área de 98,67 km², incluindo:
- área agrícola: 77%
- área florestal: 17%

## Demografia
Dados de 30 de Junho 2004:
|                      | Total   | Total | Mulheres | Mulheres | Homens  | Homens |
| -------------------- | ------- | ----- | -------- | -------- | ------- | ------ |
|                      | pessoas | %     | pessoas  | %        | pessoas | %      |
| População            | 4562    | 100   | 2262     | 49,6     | 2300    | 50,4   |
| Densidade (pop./km²) | 46,2    | 100   | 22,9     | 22,9     | 23,3    | 23,3   |

De acordo com dados de 2002, o rendimento médio per capita ascendia a 1648,46 zł.

## Subdivisões
- Borowo, Jasień, Julkowo, Kamień Kmiecy, Kamień Kotowy, Kłobukowo, Koziróg Leśny, Koziróg Rzeczny, Małomin, Marianki, Mysłakówko, Nowa Turza, Rumunki Jasieńskie, Suminek, Tłuchowo, Tłuchówek, Trzcianka, Turza Wilcza, Wyczałkowo, Źródła.

## Comunas vizinhas
- Brudzeń Duży, Dobrzyń nad Wisłą, Mochowo, Skępe, Wielgie